# Focale

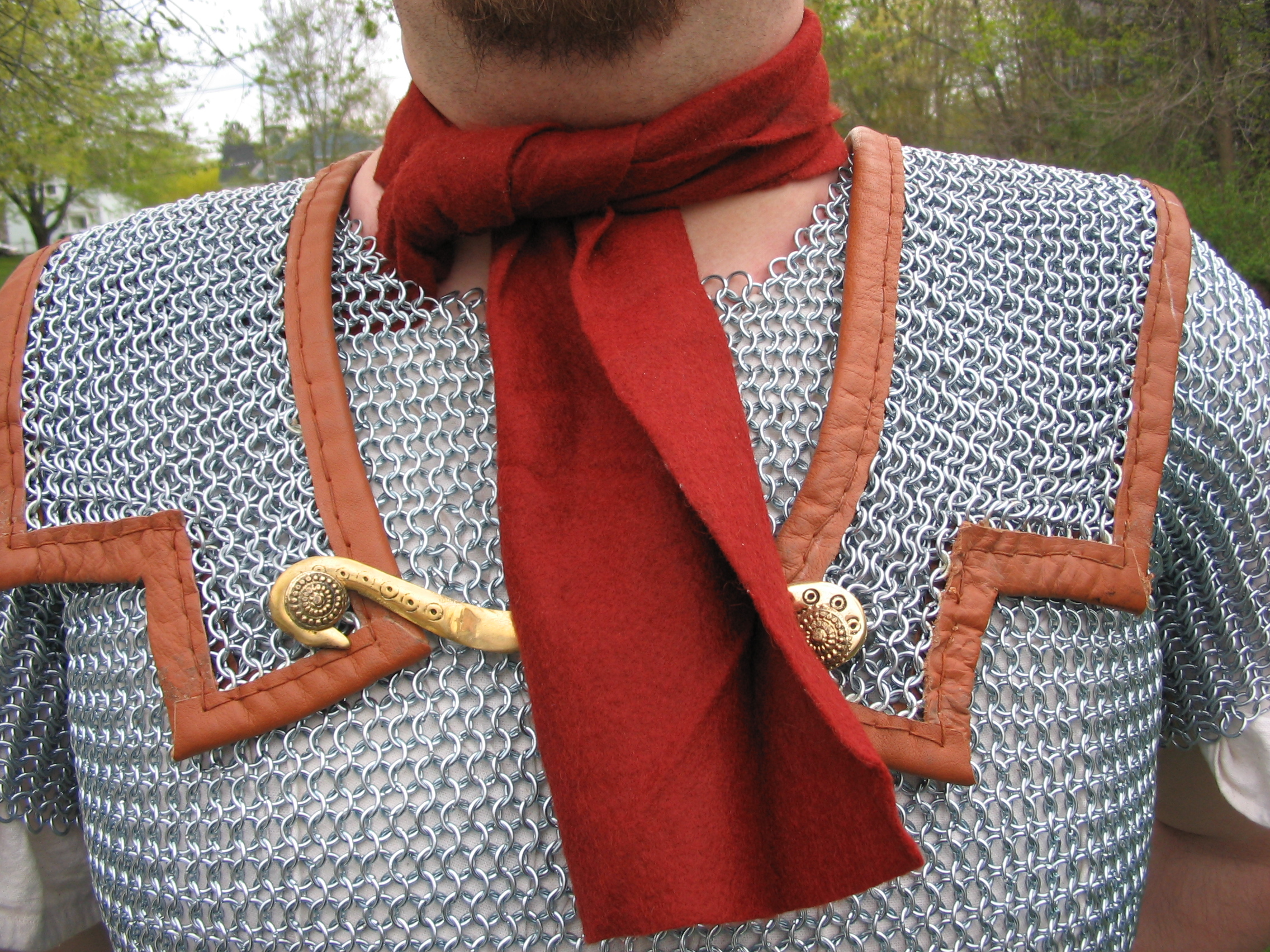
Moderní rekonstrukce vlněné focale římských legionářů

Focale byla  dlouhá šála, kterou nosili římští legionáři, aby si chránili krk před oděrkami způsobenými kontaktem s ochrannou zbrojí. Jednalo se především o kroužkový či článkovaný pancíř a přilbu.
Focale tvořil zřejmě asi 1 ž 1,5 m dlouhý pruh vlněné či plátěné tkaniny, jež byla u krku uvázána na uzel.